# Pretin
Pretin là một xã trong vùng hành chính Franche-Comté, thuộc tỉnh Jura, quận Lons-le-Saunier (quận), tổng Salins-les-Bains. Tọa độ địa lý của xã là 46° 56' vĩ độ bắc, 05° 50' kinh độ đông. Pretin nằm trên độ cao trung bình là 366 mét trên mực nước biển, có điểm thấp nhất là 346 mét và điểm cao nhất là 631 mét. Xã có diện tích 5.44 km², dân số vào thời điểm 1999 là 66 người; mật độ dân số là 12 người/km².

## Thông tin nhân khẩu
| 1962 | 1968 | 1975 | 1982 | 1990 | 1999 |
| ---- | ---- | ---- | ---- | ---- | ---- |
| 100  | 111  | 88   | 68   | 61   | 66   |

## Địa điểm tham quan
Nhà thờ được xây dựng trong thế kỉ thứ 19.